# Аудакс Італьяно
«Ауда́кс Італья́но» (ісп. Audax Italiano La Florida) — чилійський футбольний клуб з передмістя Сантьяго, Ла-Флориди.

## Історія клубу
Клуб було засновано 30 листопада 1910 року італійськими мігрантами. Після заснування він увійшов до складу Прімери. Найвищим досягненням клубу є чотири чемпіонства у 1936, 1946, 1948 та 1957 роках. У 2006 році «Аудакс Італьяно» вперше в своїй історії кваліфікувався для участі у міжнародних змаганнях, а саме у Кубку Лібертадорес і Судамерикана Кап. В наступному році клуб також взяв участь у груповому етапі Кубка Лібертадорес.

Найпринциповішими суперниками «італійців» у внутрішній першості вважаються дві інші "іммігрантські" команди ― «Уніон Еспаньйола» і «Палестіно», які вважаються командами іспанських і палестинських арабських мігрантів відповідно.

Домашня арена команди носить назву населеного пункту, який вона представляє - «Ла-Флорида», та вміщує в собі 12 500 глядацьких місць.

## Досягнення
- Чемпіон Чилі (4): 1936, 1946, 1948, 1957
- В 2020 році клуб посів 137 сходинку серед 212 команд в рейтингу КОНМЕБОЛ.[1]

## Відомі гравці
- Оскар Карраско - футболіст року в Чилі (1953)
- Рауль Агілья - футболіст року в Чилі (1965)
- Карлос Віллануева - футболіст року в Чилі (2007)